# Siw Karlström
Siw Karlström, z domu Gustafsson (ur. 9 lipca 1957) – szwedzka lekkoatletka specjalizująca się w chodzie sportowym. W czasie swojej kariery startowała również pod nazwiskiem Ibanez.
Największy sukces na arenie międzynarodowej odniosła w 1986 r. w Stuttgarcie, zdobywając brązowy medal mistrzostw Europy w chodzie na 10 kilometrów (z czasem 46:19; za Mari Cruz Díaz i Ann Jansson). 
Była wielokrotną mistrzynią Szwecji: dwukrotnie w chodzie na 3000 metrów (1977, 1978), pięciokrotnie w chodzie na 5000 metrów (1977, 1981, 1983, 2000, 2004), sześciokrotnie w chodzie na 10 kilometrów (1976, 1977, 1978, 1984, 1995, 1999) oraz dwukrotnie w chodzie na 20 kilometrów (1995, 2002).
Rekordy życiowe:
- chód na 5000 metrów – 23:23,47 – Helsinki 03/09/2000
- chód na 10 kilometrów – 46:19 – Stuttgart 26/08/1986
- chód na 20 kilometrów – 1:43:36 – Borås 06/04/2002

Była żoną Enrique Very, meksykańskiego medalisty mistrzostw świata. Ich syn, Ato Ibáñez, również jest chodziarzem, tak jak syn Karlström z późniejszego związku - Perseus Karlström.